# Sven Erik Rosander
Sven Erik Rosander, född 12 mars 1918 i Orrefors, död 17 december 2004 i Stockholm, var en svensk politiker (socialdemokrat).
Rosander har i sin yrkesgärning arbetat på glasbruket i Orrefors och fick heltidsanställning på Flygsfors glasbruk 1932-1947 fram till att han blev SSU-ombudsman 1947-1950. 1950-1955 var han föreståndare på Bommersvik. Efter det blev han ekonomichef på tidningen Nyheterna i Helsingborg. 1963 blev han ekonomichef på Ungdomsresebyrån i Stockholm och 1968 kamrer på IOGT-NTO. Han gick i pension 1987.